# Certified Financial Planner
A designação de Certified Financial Planner ( CFP ) é uma marca de certificação profissional para planejadores financeiros conferida pelo Certified Financial Planner Board of Standards (CFP Board)  nos Estados Unidos e por 25 outras organizações afiliadas ao Financial Planning Standards Board (FPSB ), o proprietário da marca CFP fora dos Estados Unidos. A certificação não é uma regulamentação do governo, nem um diploma credenciado, e é propriedade da Kaplan Corporation, com fins lucrativos, nos Estados Unidos.
Para receber autorização para usar a designação, o candidato deve atender aos requisitos de educação, exame, experiência e ética e pagar uma taxa de certificação contínua. As informações referem-se especificamente à certificação CFP nos Estados Unidos. 
No Reino Unido, a licença / designação CFP está disponível para planejadores financeiros por meio da associação ao Chartered Institute of Securities & Investment (CISI).

## Requisitos para certificação inicial
Para a certificação inicial, um indivíduo deve atender a quatro categorias de requisitos: educação, exame, experiência e ética.

### Requisitos de educação
O candidato deve ter o grau de bacharel (ensino superior), ou equivalente em qualquer disciplina, de uma faculdade ou universidade credenciada. Um diploma é exigido desde 2007.  O requisito de bacharelado pode ser concluído após passar no exame CFP (dentro de cinco anos) e não é um requisito para ser elegível para fazer o Exame de Certificação CFP Board. Como um primeiro passo para os critérios de certificação CFP atuais, os alunos devem dominar um currículo de aproximadamente 100 tópicos sobre planejamento financeiro.
Indivíduos com designações profissionais pré-aprovadas pelo CFP Board, que incluem advogados, Certified Public Accountants (CPAs), Chartered Certified Accountants (CCAs), Chartered Accountants (CAs), Chartered Wealth Managers (CWMs), Chartered Life Underwriters ( CLUs), Chartered Financial Consultants (ChFCs) e Chartered Financial Analysts (CFAs) têm o direito de se inscrever e fazer o exame sem ter que completar os requisitos de educação, usando o status de "desafio" do CFP-board. PhDs em negócios ou economia também estão isentos dos requisitos educacionais. 
Indivíduos que desejam desafiar o exame de certificação CFP são obrigados a fazer um curso de planejamento financeiro antes de fazer o exame.
Diplomas estrangeiros podem ser substituídos por um diploma americano se receberem equivalência de uma organização terceirizada. O Conselho do CFP começou a exigir educação universitária em 2008. Nos primeiros anos, para os primeiros 25.000 membros do CFP, os candidatos podiam fazer os cinco cursos e obter a certificação sem um exame abrangente. Em 1991, um exame abrangente tornou-se necessário para novos alunos.
O conselho CFP e outras organizações se comunicaram com o Consumer Financial Protection Bureau para aumentar os padrões de graduação credenciados e classificação de designações profissionais.

### Exame
O Exame de Certificação CFP é um exame de múltipla escolha (4 opções), baseado em computador, que consiste em 140 questões, divididas em duas sessões (manha e tarde). Realizada normalmente aos domingos, tem início às 9h e termina às 13h o primeiro período, retornando às 14h30 às 17h30. No primeiro período os candidatos realizam os módulos 1 e 2, e os outros 4 módulos no periodo da tarde. Para ser aprovado o candidato precisa acertar pelo menos 70% da prova completa e no mínimo 50% em cada módulo. Há a opção da prova modular onde o candidato realiza os módulos individuais, nesse caso necessita de uma média maior que 70% em cada módulo individual.

### Ética
Os alunos e certificados são obrigados a aderir ao Código de Ética e Responsabilidade Profissional do Conselho CFP e aos Padrões de Prática de Planejamento Financeiro. Os consultores de investimentos registrados têm o dever fiduciário de cuidar dos investimentos. O Conselho CFP tem o direito de aplicá-los através das suas Regras e Procedimentos Disciplinares.

## Renovação de certificação
Para manter a certificação, os titulares de licenças também são obrigados a completar trinta horas de educação continuada, das quais duas horas o Conselho de Normas aprovou informações éticas, de forma contínua, além de pagar uma taxa de licenciamento a cada dois anos.

## Designações relacionadas
Existem mais de 208 designações disponíveis para profissionais de serviços financeiros. Estas são algumas das designações mais comuns.
- Profissional Certificado de Vida e Anuidade (LACP), da Associação Nacional de Consultores de Seguros e Financeiros (NAIFA)
- Analista de investimentos alternativos credenciados
- Analista de Gestão de Investimentos Certificado (CIMA), Associação de Consultores de Gestão de Investimentos (IMCA)
- Revisor Oficial de Contas
- Analista financeiro credenciado
- Contador de gestão certificado
- Consultor financeiro credenciado
- Técnico de mercado credenciado
- Analista de investimento internacional certificado
- Contador público Certificado
- Gerente de Risco Financeiro